# ザ・ビートルズ日本公演 (テレビ番組)
『ザ・ビートルズ日本公演』は、ビートルズが東京を訪問して行った日本武道館公演（1966年6月30日 - 7月2日）のうち7月1日の昼の部を日本テレビが録画し、同日21時から1時間番組として放送した音楽番組。
視聴率は56.5パーセントを記録した（ビデオリサーチ・関東地区調べ）。これは2007年9月現在も特別番組の視聴率日本最高記録である。
1978年（昭和53年）に『ビートルズ日本公演！今世紀最初で最後たった1度の再放送』として放映されたものは1966年6月30日の夜公演であり、再放送ではない。

## 概要
この番組は日本テレビ（以下NTV）と中部日本放送（以下CBC）、当時まだアメリカ合衆国の施政権下にあった沖縄の琉球放送を含めた日本各地の31社の計33局をネットして放送された。NTVとの同時ネットは読売テレビ（YTV）など15局で、その他の局が遅れネットで放送した。この番組は2インチの放送用カラーVTRで収録され、同時ネット局は一部の局を除きカラー放送だったが、遅れネットの局はモノクロ放送であった局が多かった（ネット局は#放送していた局を参照）。
番組内容は大きく3部に分かれ、冒頭の7分間はドキュメンタリーで、E・H・エリック（公演の司会者）とビートルズのメンバーによる対談やメンバーのホテルでの様子が紹介された。続いて公演の録画が放映され、まず日本人出演者らによる前座の演奏、そしてビートルズのコンサートの模様という構成である。なお、ビートルズの出演部分はノーカットで放映された。当時ビートルズはコンサート活動に嫌気がさしていた時期に入っていたことも影響し、公演で演奏された全11曲のほとんどが散漫な歌い回しだった。そのため賛否両論があり、失望した熱狂的ファンも多かった。
ビートルズのコンサートが鮮明なカラーのVTR映像で残っているのは歴史的財産であり、現在ではNTVや、ビートルズの版権を管理するアップル・コアがカラーVTRを保管するほどの貴重な映像遺産として扱われている。
この番組のテーマ曲には「ミスター・ムーンライト」が使われた。番組のオープニングで羽田空港に到着した4人の乗った自動車が夜明け前の高速道路を疾走するのを映し出しつつ、突然この曲が流れた）。
日本公演および当番組のスポンサー「ライオン油脂」と「ライオン歯磨」（現在は統合されてライオン）の看板が日本武道館に掲げられていた。ライオン歯磨は公演に先立ち、自社製品「ダイヤフッソライオン」（練歯磨）や「バン」（制汗剤）の空き箱を送ると、抽選で公演チケットが当たる懸賞を行っていた。

## 日本公演における曲目
1. ロック・アンド・ロール・ミュージック
2. シーズ・ア・ウーマン
3. 恋をするなら
4. デイ・トリッパー
5. ベイビーズ・イン・ブラック
6. アイ・フィール・ファイン
7. イエスタディ
8. アイ・ウォナ・ビー・ユア・マン
9. ひとりぼっちのあいつ
10. ペイパーバック・ライター
11. アイム・ダウン

（※番組のテーマ曲として「ミスター・ムーンライト」が使用された）

## 放送していた局
ビートルズの日本公演は読売新聞社とCBCの主催で行われた。このため、読売新聞社の系列局である日本テレビとCBCの系列キー局であるTBSとの間で放映権を巡る争いが起こった。
CBCは早い段階からTBS制作で公演の中継準備に取りかかったのに対し、日本テレビは読売新聞を通じてCBCと変則ネットを組む案を出した。日本テレビの案に対してはTBSと当時の名古屋の日本テレビ系列局である名古屋放送が「ネット協定に違反するものだ」として反対した。結局、1966年5月20日に日本テレビが放映権を獲得、ただし名古屋地区はCBCが主催者であることを考慮して、CBCで放映することになった。
●＝日本テレビ系、△＝TBS系、☆＝フジテレビ系
- 中部日本放送△（現・CBCテレビ、主催局） ※7月3日（日曜）16:30 - 17:30に放送[10]。モノクロ放送。
- 日本テレビ放送網●（製作局）
- 札幌テレビ放送●☆（同時ネット）
- 青森放送●
- 岩手放送（現・IBC岩手放送）△
- 仙台放送☆●
- 秋田放送●
- 山形放送●（同時ネット、モノクロ）[3]
- 福島テレビ●△
- 山梨放送●（同時ネット）
- 新潟放送△
- 信越放送△
- 静岡放送△
- 北日本放送●
- 北陸放送△
- 福井放送●
- 讀賣テレビ放送●（同時ネット）
- 日本海テレビジョン放送● ※当時は鳥取県のみの放送（同時ネット）。
- 山陰放送△（7月2日、16:00 - 17:00） ※当時はテレビが島根県のみの放送。
- 広島テレビ放送●☆（7月4日、20:00 - 20:56。カラー放送）
- 山口放送●（同時ネット、モノクロ）[3]
- 四国放送●
- 西日本放送● ※当時の法定エリアは香川県のみ（同時ネット）[注 9]。
- 南海放送●（同時ネット）
- 高知放送●（同時ネット、モノクロ）[3]
- テレビ西日本☆（7月8日、22:00 - 23:00）[11]
- 長崎放送△
- 熊本放送△
- 大分放送△
- 宮崎放送△
- 南日本放送△
- 琉球放送△（「ザ・ビートルズショー」の番組名で放送）

## 再放送
1978年10月12日午後7時30分〜8時54分に、NTV系21局で『木曜スペシャル』枠内で「今世紀、最初で最後、たった一度の“再放送”」と銘打たれ、ビートルズのヒストリーなど、1965年8月15日に行われたシェアスタジアム公演の模様とともに放送された。
またこの放送では前座の模様も初めて放送されたが、1966年の当時放送されたのは初日の6月30日ではなく、翌日の7月1日の模様を放送したため正式には再放送とはならない。7月1日の公演の模様のマスターテープはマネージャーのブライアン・エプスタインが持ち帰ったため、日本には6月30日のテープが残された。しかし、武道館内に張られていた企業看板（ライオン。『木スペ』には同業者の花王石鹸がスポンサーの一つだった）は放送に写らないようにとの契約だったため、ライブ中画面が引きで撮影された際に企業看板が写っていたため、1978年の放送では写らないようにトリミング処理をされて放送された。
この2年後の1980年ポールが来日公演を行うために来日したが、大麻を所持していたため全公演が中止となり「ファンへの慰め」を兼ね、同年2月9日に新たなビートルズヒストリーを製作し、6月30日の模様が放送された。このため今回の放送で6月30日の公演は本当の意味での再放送となり、ライブをノーカットで放送するのもこれが最後となった。
1988年にマイケル・ジャクソンの日本公演が放送されるキャンペーンとして、エルヴィス・プレスリーの『アロハ・フロム・ハワイ』の再放送とともに当時の技術を使用して6月30日の公演をリマスターし、番組内でオリジナル映像と当時の最新画質改善映像を比較するシーンも放送された。この1988年の放送が現時点では最後の放送となっている。

## その他
NTVでは、日本公演の全5公演のうち、この7月1日の昼の公演と6月30日の夜の部の計2公演を、2インチのカラーVTRにて収録している（詳細は、ビートルズ#日本公演を参照）。